# Anticlea nigrofasciaria
Anticlea nigrofasciaria är en fjärilsart som beskrevs av Johann August Ephraim Goeze 1781. Anticlea nigrofasciaria ingår i släktet Anticlea och familjen mätare. Inga underarter finns listade i Catalogue of Life.